# Бой при Аспромонте
Бой при Аспромонте, также известный как День Аспромонте (итал. Giornata dell’Aspromonte), — боевое столкновение, которое произошло 29 августа 1862 года. Отряд добровольцев Джузеппе Гарибальди был атакован королевской итальянской армией во время марша из Сицилии в сторону Рима, столицы Папской области, которую она намеревалась присоединить к недавно созданному Итальянскому королевству. Гарибальди был ранен и взят в плен, а его сторонники частично рассеяны, частично пленены.
Когда 17 марта 1861 года Виктор Эммануил II стал королем Италии, вновь созданное Итальянское королевство не включало Венецию и Рим. Эти города были постоянной причиной трений в итальянской политике. Спор о Риме, известный как «римский вопрос», возник после того, как 27 марта 1861 года итальянский парламент объявил Рим столицей королевства. Это противоречило намерению папы Пия IX сохранить свой временный контроль над городом.
Тем временем Джузеппе Гарибальди достиг Сицилии и начал формировать отряд с намерением двинуться на Рим. Непреклонная реакция Франции (которая в то время была самым влиятельным союзником Италии) и папы заставила итальянское правительство вмешаться. 3 августа Виктор Эммануил II официально осудил «виновное нетерпение» Гарибальди, и премьер-министр Раттацци послал королевскую армию, чтобы остановить Гарибальди.
Хотя корабли Гарибальди вероятно были обнаружены королевским флотом, когда они пересекали Мессинский пролив, чтобы достичь Калабрии, королевская армия перешла в наступление только тогда, когда гарибальдийцы достигли берега, возможно, чтобы свести потери к минимуму. Сам Гарибальди не стал немедленно контратаковать королевскую армию, а вместо этого попытался обойти ее, перейдя через горы Аспромонте. Отряд Гарибальди шёл три дня. 28 августа передовой полк во главе с самим Гарибальди разбил лагерь возле Гамбари (ит.), куда через несколько дней должна была прибыть остальная часть его отряда.
29 августа, до воссоединения отряда, берсальеры королевской армии достигли лагеря Гарибальди и атаковали его. Гарибальди приказал своим волонтёрам не открывать огонь «по нашим братьям», и некоторые берсальеры во время боя перешли на его сторону. Однако, несмотря на приказ Гарибальди, одно крыло его полка предприняло контратаку против берсальеров. Во время стычки две пули попали Гарибальди в бедро и лодыжку. Вскоре после этого было объявлено о прекращении огня, и Гарибальди сдался. Ему немедленно оказали помощь хирурги. Бой длился около десяти минут, в результате погибло 12 человек.
Позже Гарибальди отправили в тюрьму в Вариньяно (ит.), недалеко от Порто-Венере. Гарибальди и его добровольцы получили амнистию 5 октября 1862 года, после чего он официально удалился в Капреру, где пробыл два года.
Позже итальянское правительство использовало «случай» Аспромонте для заключения договора с Францией (сентябрьская конвенция (ит.) 1864 года), по которому Италия обязалась защищать границы Папской области от вторжений, а Франция — в течение двух лет вывести свои войска из Рима.